# 植野修司
植野 修司（うえの しゅうじ、1926年3月1日 - 2008年5月13日）は、日本のロシア文学者。京都大学名誉教授。文学博士。

## 経歴
滋賀県出身。1949年3月京都大学文学部言語学科卒。同年8月、同大学院博士課程満期退学、同月京都大学第三高等学校講師。1950年3月京都大学講師（吉田分校，兼ねて宇治分校勤務）、1956年4月同教養部助教授、1967年「ロシア諸年代記に於ける「過ぎし年月の物語」研究」で京大文学博士。1968年4月同教授。1989年定年退官、名誉教授。
日本ロシア文学会の創設に参画し、理事や関西支部長を歴任した。日本におけるロシア文学研究と、ロシア語教育をリードした功績により、2006年11月、瑞宝中綬章を受賞。

## 著書
- 『ロシヤ古代叙事詩 イーゴリ遠征物語とその周辺』有信堂 1955
- 『ロシアの歴史と文学』法律文化社 市民教室 1965
- 『インデックス式ロシヤ文法表』（山口巌との共著）白水社 1967
- 『ロシア文学の織糸』雄渾社 1973

### 翻訳
- シェストフ『悪の哲学 ドストイェーフスキーとニーチェ』雄渾社 1967
- シェストフ『善の哲学 トルストイとニーチェ』雄渾社 1967
- シェストフ『哲学千一夜』雄渾社 1967
- 『ドストイェーフスキー 人・時代・作品・思想 アカデミー版』訳 雄渾社 1967
- シェストフ『退廃の哲学』雄渾社 1968
- シェストフ『哲学前夜』雄渾社 1968
- 『トルストイとドストイェーフスキー メレシコフスキー選書』全5巻 雄渾社 1968-70
- シェストフ『文芸の哲学』雄渾社 1968
- シエストフ『迷宮の哲学』雄渾社 1968
- 『来たるべき賤民 メレシコフスキー選書』雄渾社 1970
- シェストフ『ソラ・フィデの哲学 それしかない!』天野和男共訳 雄渾社 1970
- 『平和にあらず剣なり メレシコフスキー選書』雄渾社 1970
- レフ・シュストフ『死の哲学 儚きものの哲学』雄渾社 1971
- シェストフ『アテネとエルサレム』雄渾社 1972
- シェストフ『信仰の哲学』雄渾社 1972
- レフ・シェストフ『背理の哲学 ファラリスの雄牛の中で』雄渾社 1973